# Avinguda (arqueologia)

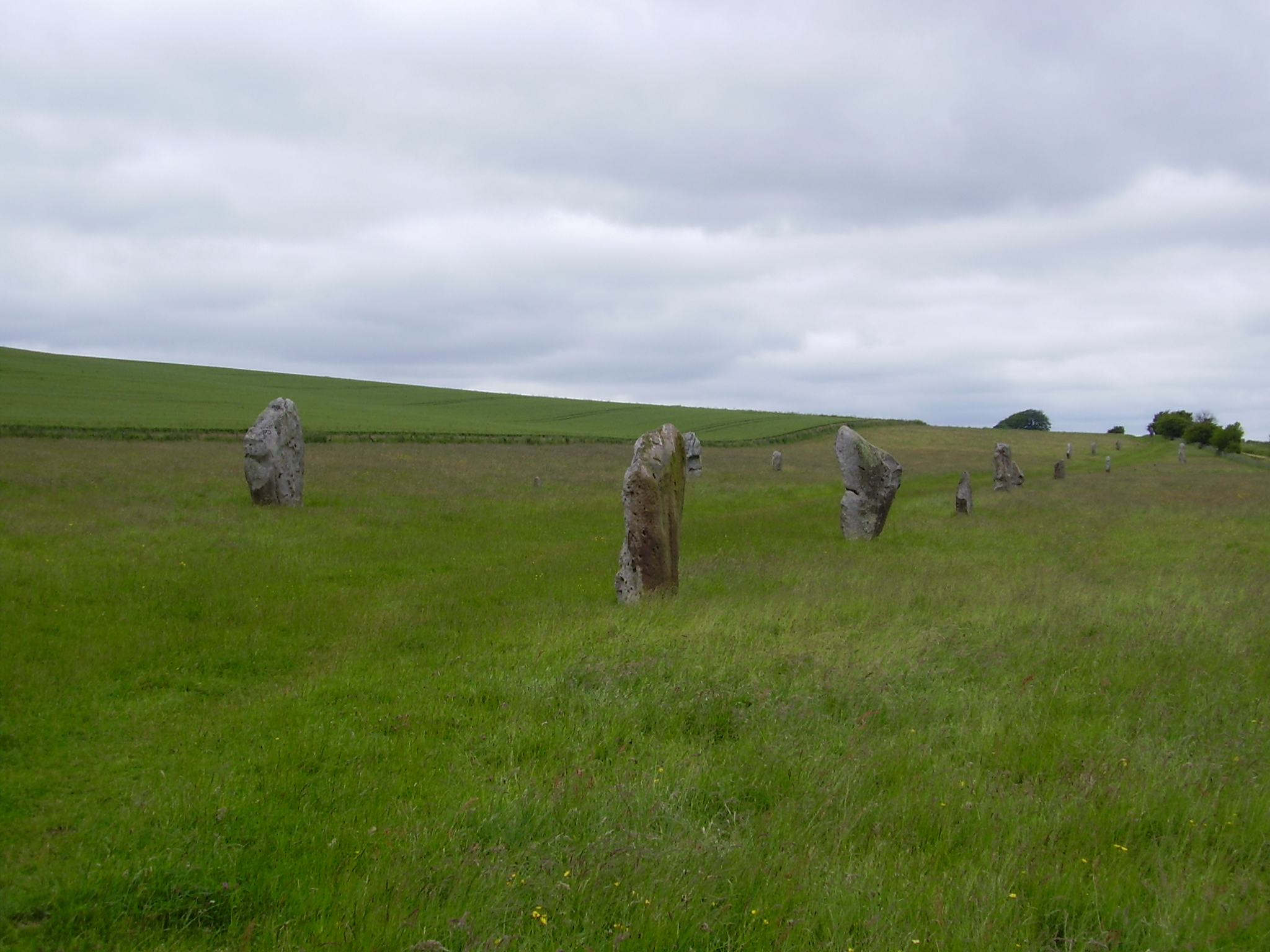
Avinguda d'Avebury

Els arqueòlegs britànics fan un ús general del terme arqueològic avinguda per a denotar una tira llarga de terreny, de costats paral·lels, que fa fins a uns 30 metres d'ample, oberta en tots dos extrems i amb vores marcades per alineacions de pedra o pals de fusta o sengles rases i terraplens. El terme s'utilitza per a aquest tipus de contextos a les Illes Britàniques i Irlandeses, però es concentren al centre i sud d'Anglaterra.
La majoria són curtes i rectes (tipus I, de menys de 800 m de llarg), o llargues i corbes (tipus II, de fins a 2,5 km). S'ha observat que sovint enllacen cercles de pedra amb els rius propers. Són un element comú en els escenaris rituals de l'edat del bronze.

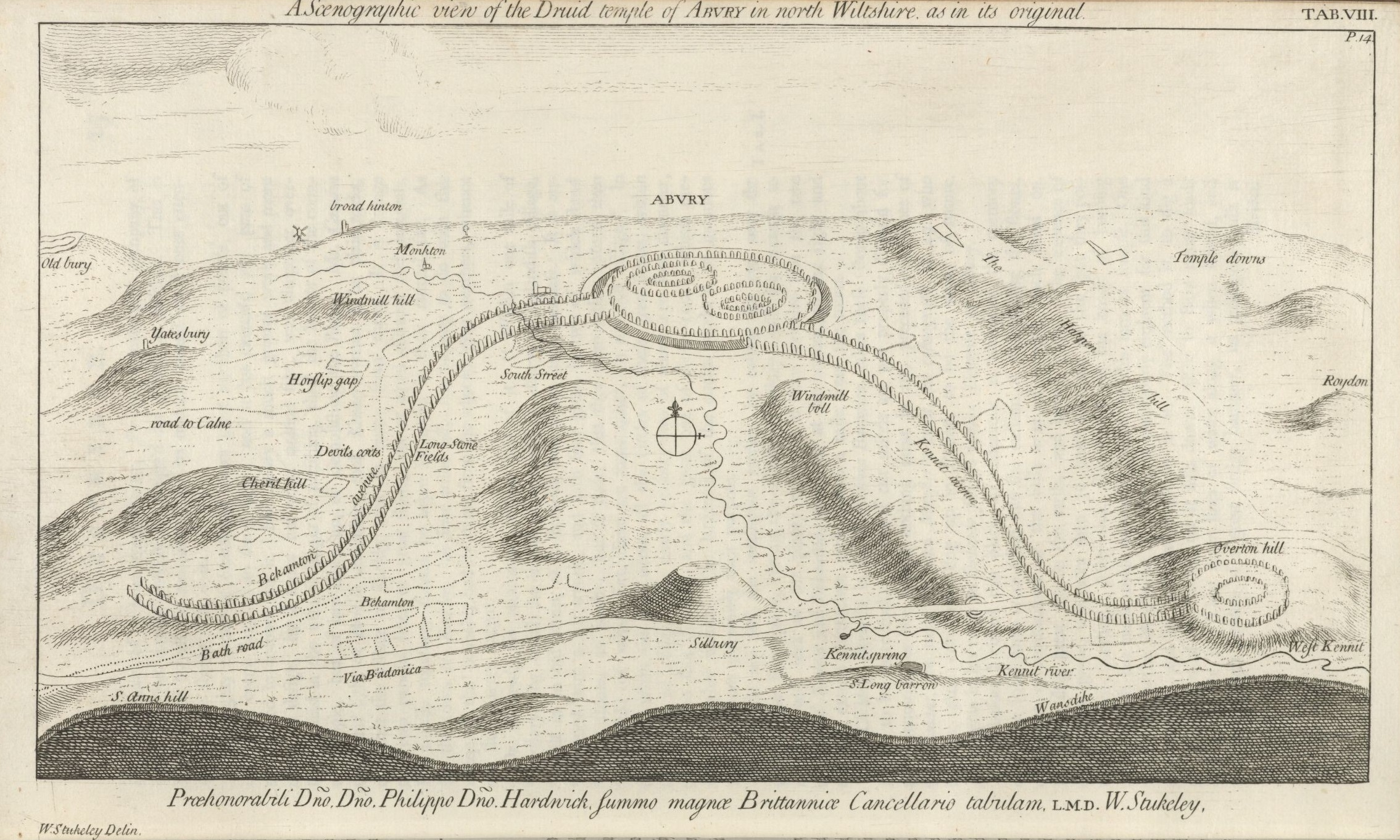
Gravat de William Stukeley, 1743, de l'avinguda Beckhampton, complex prehistòric d'Avebury

Les avingudes s'identifiquen pels seus moviments de terres o l'ús d'arqueologia aèria per mitjà dels seus característics costats paral·lels que es poden veure com s'estenen des d'una certa distància. En la majoria d'exemples, és l'associació de l'avinguda amb altres monuments contemporanis el que ha proporcionat el diagnòstic. Les avingudes difereixen dels cursus en el fet que aquests últims també tenen moviments de terra en els extrems terminals i no tenen cap alineament de pedres o pals de fusta flanquejant-ne els costats.
Les avingudes es creu que han estat camins cerimonials o processionals i que daten del començament de l'edat de bronze. Sembla que s'han utilitzat per a indicar la ruta d'aproximació a un monument en particular.
Com a exemples d'avingudes podem trobar l'avinguda Beckhampton o l'avinguda Kennet.